# Attila Végh
Attila „Pumukli“ Végh (* 9. srpna 1985, Dunajská Streda) je slovenský bojovník maďarského původu ve smíšených bojových uměních (MMA) organizace OKTAGON MMA v polotěžké váze (do 93 kg). Jeho domovským klubem je SFG (Spartakus Fight Gym) v Trnavě. V roce 2012 vyhrál titul organizace Bellator MMA.

## MMA výsledky
| Výsledek | Bilance | Soupeř                   | Metoda                           | Událost                                              | Datum              | Kolo | Čas  | Místo                                     | Poznámka                                               |
| -------- | ------- | ------------------------ | -------------------------------- | ---------------------------------------------------- | ------------------ | ---- | ---- | ----------------------------------------- | ------------------------------------------------------ |
| Prohra   | 33-11-2 | Karlos Vémola            | Na body (jednomyslné rozhodnutí) | OKTAGON 72 Vémola vs Végh III                        | 14.června 2025     | 5    | 5:00 | Praha, Česko                              | O Infinity belt OKTAGON MMA v polotěžké váze           |
| Prohra   | 33-10-2 | Karlos Vémola            | Donucení (arm-triangle choke)    | OKTAGON 58 Odveta Století Vémola vs Végh             | 8. června 2024     | 2    | 0:45 | Praha, Česko                              | O titul OKTAGON polotěžké váze                         |
| Výhra    | 33-9-2  | Karlos Vémola            | KO (úder)                        | OKTAGON 15 Végh vs Vémola Zápas století              | 9. listopadu 2019  | 1    | 2:07 | Praha, Česko                              | Hlavní zápas Oktagon 15                                |
| Prohra   | 32-9-2  | Virgil Zwicker           | TKO (údery)                      | OKTAGON 12 Végh vs Zwicker                           | 8. června 2019     | 1    | 3:18 | Bratislava, Slovensko                     |                                                        |
| Výhra    | 32-8-2  | Maiquel Falcao           | Na body (jednomyslné rozhodnutí) | OKTAGON 10 Deák vs Galloway                          | 17. listopadu 2018 | 3    | 5:00 | Praha, Česko                              |                                                        |
| Výhra    | 31-8-2  | Travis Fulton            | Donucení (arm-triangle choke)    | OKTAGON 4 Oktagon Výzva II finále Krištofič vs Uškrt | 12. listopadu 2017 | 1    | 3:23 | Bratislava, Slovensko                     |                                                        |
| Výhra    | 30-8-2  | Paul Byrne               | Na body (jednomyslné rozhodnutí) | OKTAGON 3 Végh vs Byrne                              | 29. července 2017  | 3    | 5:00 | Praha, Česko                              |                                                        |
| Prohra   | 29-8-2  | Viktor Nemkov            | Na body (jednomyslné rozhodnutí) | M-1 Challenge 71 - Nemkov vs. Végh                   | 21. října 2016     | 3    | 5:00 | Petrohrad, Rusko                          |                                                        |
| Prohra   | 29-7-2  | Alexander Volkov         | KO (údery)                       | M-1 Challenge 68 - Shlemenko vs. Vasilevsky 2        | 16. června 2016    | 1    | 2:38 | Petrohrad, Rusko                          | O titul M-1 Global v těžké váze                        |
| Prohra   | 29-6-2  | Goran Reljic             | Na body (split)                  | KSW 31 - Materla vs. Drwal                           | 23. května 2015    | 3    | 5:00 | Gdaňsk, Polsko                            | O titul KSW v polotěžké váze.                          |
| Prohra   | 29-5-2  | Emanuel Newton           | Na body (split)                  | Bellator MMA 113 Végh vs Newton                      | 21. března 2014    | 5    | 5:00 | Mulvane, Spojené státy americké           | Ztratil titul organizace Bellator MMA v polotěžké váze |
| Výhra    | 29-4-2  | Christian M'Pumbu        | Na body (jednomyslné rozhodnutí) | Bellator MMA 91 M'Pumbu vs Végh                      | 28. února 2013     | 5    | 5:00 | Rio Branco (Acre), Spojené státy americké | Stal se šampionem Bellator MMA v polotěžké váze.       |
| Výhra    | 28-4-2  | Travis Wiuff             | KO (údery)                       | Bellator MMA 73 Wiuff vs Végh                        | 24. srpna 2012     | 1    | 0:25 | Tunica, Spojené státy americké            | Vyhral Bellator grand prix v polotěžké váze            |
| Výhra    | 27-4-2  | Emanuel Newton           | Na body (split)                  | Bellator MMA 72                                      | 20. července 2012  | 3    | 5:00 | Tampa, Spojené státy americké             |                                                        |
| Výhra    | 26-4-2  | Zelg Galesic             | Donucení (rear-naked choke)      | Bellator MMA 71                                      | 22. června 2012    | 1    | 1:00 | Chester, Spojené státy americké           |                                                        |
| Výhra    | 25-4-2  | Dan Spohn                | Na body (split)                  | Bellator MMA 66                                      | 20. dubna 2012     | 3    | 5:00 | Cleveland, Spojené státy americké         |                                                        |
| Výhra    | 24-4-2  | Jonas Billstein          | Donucení (triange choke)         | HG - Heroes Gate 4                                   | 23. června 2011    | 3    | N/A  | Praha, Česko                              |                                                        |
| Výhra    | 23-4-2  | Grigor Ashughbabyan      | TKO (odstoupení)                 | KSW 16 - Konfrontacja                                | 21. května 2011    | 2    | 0:26 | Gdaňsk, Polsko                            |                                                        |
| Výhra    | 22-4-2  | Marcus Vanttinen         | Na body (jednomyslné rozhodnutí) | RAB - Rock and Brawl                                 | 14. května 2011    | 3    | 5:00 | Kouvola, Finsko                           |                                                        |
| Výhra    | 21-4-2  | Magomedbag Agaev         | TKO (zastavení z rohu)           | HG - Heroes Gate 3                                   | 24. března 2011    | 3    | N/A  | Praha, Česko                              |                                                        |
| Remíza   | 20-4-2  | Hans Stringer            | Remíza                           | NNB - Ring of Honor 3                                | 5. února 2011      | 2    | 5:00 | Nitra, Slovensko                          |                                                        |
| Prohra   | 20-4-1  | Simon Carlsen            | TKO (údery)                      | HG - Heroes Gate 2                                   | 21. října 2010     | 2    | 2:40 | Praha, Česko                              |                                                        |
| Výhra    | 20-3-1  | Jevgenij Lapin           | Donucení (triangle armbar)       | NNB - Ring of Honor                                  | 4. června 2010     | 1    | 4:33 | Nitra, Slovensko                          |                                                        |
| Výhra    | 19-3-1  | Egidijus Valavicius      | Na body (jednomyslné rozhodnutí) | HG - Heroes Gate 1                                   | 29. května 2010    | 2    | 5:00 | Praha, Česko                              |                                                        |
| Remíza   | 18-3-1  | Adlan Amagov             | Remíza                           | APF - Azerbaijan vs. Europe                          | 22. května 2010    | 3    | 5:00 | Baku, Ázerbájdžán                         |                                                        |
| Prohra   | 18-3    | Daniel Tabera            | Donucení (kneebar)               | KSW 13 - Kumite                                      | 7. května 2010     | 1    | 4:47 | Katovice, Polsko                          |                                                        |
| Výhra    | 18-2    | Lukasz Skibski           | TKO (údery)                      | KSW 13 - Kumite                                      | 7. května 2010     | 1    | 4:53 | Katovice, Polsko                          |                                                        |
| Výhra    | 17-2    | Krištof Nataška          | KO (kopy)                        | KO BCG - Odplata                                     | 17. dubna 2010     | 1    | N/A  | Nitra, Slovensko                          |                                                        |
| Výhra    | 16-2    | Boris Tonkovic           | TKO (údery)                      | DG - Den Gladiatora 7                                | 26. března 2010    | 1    | 0:50 | Bratislava, Slovensko                     |                                                        |
| Výhra    | 15-2    | Aleksandar Radosavljevic | Na body (jednomyslné rozhodnutí) | NS 6 - Noc Skorpiona 6                               | 13. února 2010     | 3    | 5:00 | Karlovac, Chorvatsko                      |                                                        |
| Výhra    | 14-2    | Igor Henc                | TKO (údery)                      | TFC - TotalFight                                     | 12. prosince 2009  | 1    | 3:30 | Nógrád, Maďarsko                          |                                                        |
| Prohra   | 13-2    | Toni Valtonen            | Na body (split)                  | Shooto Finland - Helsinki Fight Night                | 28. listopadu 2009 | 3    | 5:00 | Helsinky, Finsko                          |                                                        |
| Výhra    | 13-1    | Arnoldas Joknys          | TKO (údery)                      | NOF - Night Of Fights 1                              | 31. října 2009     | 1    | 1:11 | Nitra, Slovensko                          |                                                        |
| Výhra    | 12-1    | Aslambek Saidov          | Donucení (triangle armbar)       | KOTR - Return of Gladiators                          | 16. října 2009     | 2    | 2:23 | Brno, Česko                               |                                                        |
| Výhra    | 11-1    | Luboš Šuda               | Donucení (armbar)                | HC 4 - Hell Cage 4                                   | 20. září 2009      | 1    | 1:30 | Praha, Česko                              |                                                        |
| Výhra    | 10-1    | Gustav Dietz             | TKO (údery)                      | It's Showtime - Budapest                             | 29. srpna 2009     | 1    | 1:13 | Budapešť, Maďarsko                        |                                                        |
| Prohra   | 9-1     | Lukasz Jurkowski         | Na body (jednomyslné rozhodnutí) | KSW 11 - Konfrontacja                                | 15. května 2009    | 2    | 5:00 | Varšava, Polsko                           |                                                        |
| Výhra    | 9-0     | Sebastian Hercun         | TKO (údery)                      | FSC 3 - Fight Stage Championship 3                   | 30. dubna 2009     | 1    | 2:41 | Košice, Slovensko                         |                                                        |
| Výhra    | 8-0     | Markus Wagner            | Donucení (arm-triangle choke)    | FFC - On Tour                                        | 25. dubna 2009     | 1    | 1:33 | Jena, Německo                             |                                                        |
| Výhra    | 7-0     | Lukáš Tureček            | KO (údery)                       | HC 3 - Hell Cage 3                                   | 29. března 2009    | 1    | 0:12 | Praha, Česko                              |                                                        |
| Výhra    | 6-0     | Zsolt Zathureczky        | Na body                          | VT - Vendetta                                        | 15. března 2009    | 2    | 5:00 | Segedín, Maďarsko                         |                                                        |
| Výhra    | 5-0     | Markus Di Gallo          | Na body (jednomyslné rozhodnutí) | FSC 2 - Fight Stage Championship 2                   | 10. listopadu 2008 | 3    | 5:00 | Bratislava, Slovensko                     |                                                        |
| Výhra    | 4-0     | Martin Wojcik            | Donucení (armbar)                | HC 2 - Hell Cage 2                                   | 19. října 2008     | 2    | 4:29 | Praha, Česko                              |                                                        |
| Výhra    | 3-0     | Matyas Levante           | TKO (údery)                      | TFC - TotalFight                                     | 20. srpna 2008     | 1    | 0:55 | Pešť, Maďarsko                            |                                                        |
| Výhra    | 2-0     | Matěj Turčan             | TKO (údery)                      | FSC 1 - Fight Stage Championship 1                   | 2. června 2008     | 2    | 1:46 | Košice, Slovensko                         |                                                        |
| Výhra    | 1-0     | Matěj Turčan             | Donucení (armbar)                | Top X-Fight 2 - In the Middle of Nowhere             | 29. března 2008    | 1    | 4:35 | Žilina, Slovensko                         |                                                        |

## Box výsledky
| Výsledek | Bilance | Soupeř       | Medoda  | Událost                 | Datum      | Kolo | Čas  | Místo       | Poznámka          |
| -------- | ------- | ------------ | ------- | ----------------------- | ---------- | ---- | ---- | ----------- | ----------------- |
| Výhra    | 1-0     | Patrik Kincl | Na body | Fight Night Challenge 1 | 27.12.2021 | 4    | 3:00 | Brno, Česko | Boxerská exhibice |